# شوك الضب الترابي
شوك الضب الترابي (الاسم العلمي:Blepharis sol) هو نوع من النباتات يتبع جنس شوك الضب من الفصيلة الأقنتية.